# 김무정
김무정(金武亭, 1904년 5월 16일 ~ 1951년 7월 10일) 또는 무정(武亭)은 중국 화북 지방에서 활동하던 공산주의 항일운동가이다. 해방 후에는 조선민주주의인민공화국의 군인, 정치인로 활동하였다. 한국 전쟁 때는 조선인민군 제2군단장으로 활약했다. 중화인민군으로는 포병장교로 활동했고 홍군 대장정에도 참여했다.
중화인민군 포병 장교로 활동하며 1937년 중일 전쟁에 참전했다. 1941년 1월 화북조선인청년회를 조직하고 1942년 7월 10일 김두봉, 최창익 등과 이를 확대개편한 조선독립동맹을 조직하였다. 7월 14일에는 허정숙, 최창익 등과 함께 조선의용대 화북지부 등을 확대개편하여 조선의용군을 조직하고 총사령이 되었다. 해방 후 북조선으로 귀국하여 조선공산당 북조선분국과 북조선로동당에 참여하였다.
1948년 9월 최고인민회의 1기 대의원에 당선되고 내각 민족보위성 부상이 되었으며, 1950년 한국 전쟁 당시 인민군 포병사령관으로 참전했다가 평양방위사령관, 인민군 제2군단장으로 전임되었다. 제7군단장으로 다시 전임되었다가 낙동강 전투에서 후퇴한 것과 오발 살인사건으로 숙청되었다. 본명은 김병희(金炳禧), 자(字)는 명석(明石), 가명은 김무정(金武亭)이며 함경북도 경성군 룡성면에서 태어났다. 보통 성을 빼고 무정이라 부른다. 본관은 김해이다.

## 생애

### 생애 초기

#### 출생과 가계
1904년 함경북도 청진시에서, 김기준(金基俊 다른 이름은 김현극(金鉉極))과 종산(宗山)의 아들로 태어났다. 그가 태어날 당시 근동리는 경성군 룡성면이었지만 후에 1940년 3월 청진부로 편입되었다. 따라서 후에 그의 고향은 경성군 설과 청진시 설이 대립되기도 했다. 일설에는 그의 생년이 1904년생 설과 1905년생 설, 1902년생 설 등이 있다. 처음 이름은 명석(明石)으로 성인이 된 뒤에는 이름을 병희(炳禧)로 고치고 자를 명석이라 하다가, 뒤에 이름을 무정으로 고쳤다. 조선총독부 경무국이 작성한 요시찰인물 보고서에 의하면 그의 성격은 음험한 편이었다 한다.
아버지 김기준은 양반가 출신 대지주로 성격이 순하면서고 급한 성격이었다. 무정의 급한 성격은 부친에게서 물려받은 것이었다. 조선총독부 경무국이 작성한 요시찰인물 보고서에 의하면 그의 집안은 시가 1만 3천엔 정도의 대지가 있어, 생활에 지장이 없었다 한다. 소작농을 둘 정도로 대지주였던 아버지는 그를 룡성면 근동리의 1910년 천마소학교에 보냈고 1916년 천마소학교를 졸업하고 나남공립보통학교(羅南公立普通學校)에 편입했다. 1917년 경성면(鏡城面)의 경성농업학교를 다니다가 중퇴하고 경성부(京城府)에 있는 경신중학교에 편입학했다. 1920년 중학교 재학 중 고향인 함경북도 경성(鏡城)에서 집안의 중매로 조선 여성과 결혼했으며, 이듬해 아들 정신(正新)이 태어났다. 그러나 중국 체류 중 헤어지고 중국인 여성 등기와 결혼하게 된다.

#### 수학과 중퇴
1919년에 3·1 만세 운동에 참가하고, 그해 10월 중앙고등보통학교에 입학하였다. 1922년 3월 중앙고등보통학교를 퇴학당하고 막노동에 종사, 4월 경성기독청년회관 야간부에 입학하여 중국어와 일본어, 영어를 수강했다.1923년 2월 경성청년회에 가입, 청년회 간부 이영(李英) 등을 만나 공산주의 사상을 접하였다. 1923년 3월 경성기독청년회관을 그만두고, 도보로 압록강을 건너 만주를 거쳐 중국 베이징으로 갔다. 그해 4월 허베이성 바오딩에 있는 보정군관학교(保定軍官學校) 포병과의 단기과정에 입학하였다.
| “ | 나는 조선에서 청년운동과 로동운동에 참가하다가 일제에게 체포되여 세 번이나 옥살이를 하였다. 옥중에서 갖은 혹형을 받다가 도망쳐 중국으로 망명했다. 중국에 온 후 대혁명에 참가하였고 사업의 실패로 두 차례나 옥살이를 하다가 만기 석방되였다. 1930년부터 지금까지 홍군에 참가하여 여러 가지 투쟁을 진행해왔다. | ” |
|   | — 1942년 무정의 친필 략력 |   |

당시 그의 아버지 김기준 등은 그가 일본으로 유학한다고 알고 있었고, 일본 도쿄로 우편환을 송금했지만 반송되었다. 나중에 그가 중국으로 망명한 것이 알려지면서 그의 집안은 요시찰 대상이 되었다.

### 독립운동

#### 중국 망명 초기
1924년 3월 보정군관학교 포병과를 졸업한 후, 바로 중국 국민당군 포병중위에 임관되어 염석산(閻錫山) 부대에 배속되었다. 1925년 초 포병대위로 진급했다가 얼마 뒤 다시 특별진급하여 포병중령이되었다. 그러나 그는 25년에 북경으로 와서 중국공산당에 가입하고, 다시 상해에 내려와 장가구(张家口)에 있는 중국공산당 상해조선인지부에서 사업하다가 서금으로 건너가 중국공산당 당군인 중국로농홍군에 입대하고 홍군 대위가 되었다. 이후 중국공산당의 해방구가 있던 루이진(瑞金)으로 가서 홍군(중국공산당군) 포병장교로 국민당군과 싸웠다.
1927년 중국 국민당 정부로부터 체포령이 떨어지자 지하로 잠적하여 비밀 공작활동에 참가했다가 무창(武昌)에서 체포되었다. 군사법정에서 사형이 언도되었다. 그러나 1만 명의 중국인 학생들의 석방요구 시위와, 동지의 도움으로 감옥에서 탈주하여 상하이로 갔다. 1929년 상하이 체류 중 상하이 폭동을 배후에서 지휘하다가 체포되어 징역 2개월형을 선고받고 수감되었다가 풀려났다. 31년 루이진의 중화인민공화국 임정 수립에 참여하였다.
이후 국공 내전 중 마오쩌둥 등 중국공산당의 홍군 대장정(大長征)에 참가하여 연안으로 간 그는 조선인 10여 명 가운데 유일하게 살아남아 중국혁명과 관련된 명성을 굳히게 되었다. 1937년 팔로군 총사령부 작전과장이 되고, 그해 말에는 중국 최초의 포병부대인 팔로군 포병단 단장이 되었다. 1930년 6월 중국공산당은 당 중앙소재지인 상해에서 쏘베트지역 대표대회를 소집하였다. 당시 대회에는 홍군 제5군 정치위원인 등대원(滕代远)이 참가하였고, 등대원과 무정은 친숙한 사이가 되었다. 그후 무정은 섬북에서 등대원의 여동생인 등기(腾绮)와 결혼하기도 하였다.
1930년 6월 후베이성 양신(陽新)에 있던 펑더화이의 군대에 합류, 일본군과 교전 중 20여발의 포탄을 쏘아 10여발을 일본군 전차와 적함에 명중시켜 적함은 물러나고 말았다. 이때의 포격으로 무정은 홍군의 전설적인 포사격 영웅으로 명성을 얻게 되었다. 1930년 7월 홍군이 후난성 평강(平江)에서 산포련대(山炮連隊)를 조직하였으나 혼란이 계속되어, 1930년말 무정은 산포련대의 제3대 련대장에 임명되었다.

#### 중국 공산당 활동과 홍군의 장정
1931년 루이진(瑞金)에서 중화인민공화국 임시정부를 수립하는데 참여하였다. 1931년 5월 쟝시 성 피두에서 홍군 중앙군사위원회 포병사령부가 설치되었으나 초임 사령관의 실책으로 6월 무정이 제2대 홍군 중앙군사위 포병사령관이 되었다. 이후 중국공산당 군사위원회 위원이 되고, 홍군 특과학교 포병과 교관이 되었다.
1934년 중국공산당이 장제스의 중국국민당군과의 교전에서 패하고 루이진에서 옌안으로 2만 5천리를 이동할 때, 무정도 중국공산당 군사위원회 위원 자격으로 중국 홍군의 장정에 참여하였다. 홍군이 산하 팔로군의 포병장교로 일하면서 훗날 연안파가 되는 조선독립동맹 산하의 조선의용대의 사령관을 맡아서 항일운동을 벌였다. 그 후 팔로군 포병사령부 사령관까지 올라갔으며 연안파의 거물로 떠올랐다. 그는 팔로군에 있으면서 펑더화이(팽덕회)의 부관으로 근무하였는데, 결혼도 팽덕회가 주선하여 이루어졌다. 1936년 홍군의 군사훈련기관인 홍군육군대학 단기 간부과정을 수료하였다. 이후 홍군 특과학교 포병과 주임이 되었다가 포병과장, 특과학교 제2대 교장 등을 역임했다. 1937년 홍군 산하 팔로군 총사령부 작전과장이 되고, 1937년의 중일 전쟁에 중화인민지원군 팔로군 포병사령관으로 전쟁에 참전하였다. 1937년 말 팔로군 포병연대 연대장으로 승진했다가 뒤에 팔로군 포병사령관이 되었다. 1938년 1월 팔로군 포병사령관이 되고, 1940년 봄 팔로군과 화북 주둔 일본군이 교전하는 백단대전(百團大戰)에 팔로군 포병부대를 이끌고 참전하였다.
1939년 최창익과 함께 중국 공산당측 인사를 참여시켜 친선단체 조중연대를 조직했다. 1940년 김원봉의 조선의용대에 소속된 사회주의 독립투사들이 김원봉의 임정 합류에 반발, 갈등을 빚다가 42년 최창익을 우두머리로 화북 연안으로 건너오자 무정은 그들을 규합하여 화북조선독립동맹과 산하 군대조직인 조선의용군을 창설, 김두봉을 주석으로 하고 그는 조선의용군 총사령관에 취임했다.

#### 화북 조선독립동맹, 조선의용군 활동
1940년 가을부터 중앙당학교와 항일군정대학 재학생 및 졸업생인 조선인들을 규합하여 청년단체 조직에 착수하였다. 1941년 1월 10일 한인(韓人)들로 구성된 '화북조선청년연합회' 창립에 주도적으로 참여했으며, 1942년 화북조선청년연합회의 성격을 분명히 해 단체명을 '화북조선독립동맹'으로 바꾸게 된다. 1941년 10월 중국 옌안(延安)에서 결성된 동방각민족반파시스트대동맹에 참가하였다. 1941년 7월 연안에서 조선의용대 화북지부를 창설하는데 참여했으며, 1941년 6월부터 1942년 4월 사이에 조선의용대의 대한민국 임시정부 참여에 반발한 일파가 조선독립동맹으로 오자 그는 이들을 받아들여 세력을 확장하였다.
1942년 7월 10일부터 7월 14일에 열린 조선청년연합회 제2차대회에 참가, 7월 10일에는 화북조선독립동맹을 확대 개편한 조선독립동맹(朝鮮獨立同盟)의 결성에 참여하고, 허정숙, 최창익 등과 함께 조선독립동맹 중앙집행위원의 한사람으로 선출되었다. 7월 14일에는 태항산에 있던 조선청년연합회 소속 병사들이 하북성에 도착하자, 당일 하북성 섭현에서 김두봉, 박효삼 등과 함께 조선의용군을 발족시키고 총사령관에 취임했다. 1942년 11월 화북조선청년혁명학교를 설립하고 교장이 되었다.
중국 체류 중 그는 중국 여성 등기와 재혼, 1943년 첫 딸 연려와 1944년 아들 연진의 1남 1녀를 연년생으로 두었고, 딸과 아들의 이름은 최용건이 지어주었다. 이들은 김무정의 성을 무씨로 알고 무연려, 무연진으로 이름하였다가 뒤에 어머니의 성을 따서 등씨로 이름을 바꾸었다. 아들 연진은 1970년 결장암으로 사망하였다. 1945년 5월 김무정은 귀국 전 등기와 이혼하였다.

### 해방 이후

#### 해방과 귀국
8.15해방 이후 조선의용군이 중국에서 국공내전에 참전한 동안 따로 북조선에 건너왔다. 그가 북한으로 귀국하자, 김일성(金日成)은 그의 명망과 자기에게 쉽게 복종하지 않는 태도에 불편해 하며 불안을 느끼고 항상 경계하였으며 처음부터 그를 강력한 정적으로 보았다. 무정은 연안에 있던 조선의용군과 조선독립동맹 단원들의 북조선 귀국 편의를 봐주었다. 경성부에 있던 조선공산당 재건파와 장안파를 모두 인정하지 않던 무정은 1945년 10월 평양에서 조선공산당 재건준비촉진위원회를 따로 조직하였다. 1945년 11월 평양역에 직접 나가 귀국한 의용군들의 북조선 정착을 지원하였다. 그 후 조선공산당 북조선분국의 제2비서가 되었다.
1945년 10월 21일 소련군 주도로 북조선 내의 군사단체들이 통합, 적위대가 조직되었다. 적위대가 창설되고 열린 간부 연수에서 무정은 와이셔츠를 벗고 난 이처럼 총을 맞아가며 혁명을 했는데 왜 나에 대한 선전을 않고 어떤 사람만 선전하느냐고 불평 불만을 토로하였고, 이는 김일성이었다. 그는 술을 폭음하였고, 술에 만취하면 김일성의 이름을 대며 불평불만을 늘어놓아 김일성과 사이가 틀어졌다. 12월 17일 조선공산당 북조선분국 제1비서가 되었다.
1945년 12월말부터 김구가 모스크바 3상회담에 반발, 강력한 반탁운동을 추진하자 12월 30일 결성된 신탁통치반대 국민총동원위원회 위원이 되었다. 그러나 조선로동당이 찬탁으로 돌아서자 무정 역시 찬탁으로 돌아섰다.

#### 인민군 창설에 참여
1946년 보안간부훈련대대부 포병담당 부사령관, 그해 2월 평양 체류중 서울에서 조직된 민족주의민주전선의 대의원의 한사람으로 추대되었다. 중국에서 활동하던 그는 친중파로 분류되었으나 간도 문제를 두고 중국과 마찰을 빚었다. 그는 북조선로동당 제2비서가 되었지만 1946년 김일성은 그를 보안간부훈련대대부(保安幹部訓練大隊部)의 포병사령관으로 강등시켰다.
1947년 5월 10일 김무정은 최용건 그리고 다른 인민해방군 장교들이 있는 곳에서 김무정은 “만주전쟁에서 조선인 군대가 피흘려 싸운 대가로 조선은 간도를 얻어야 한다”고 주장하였다. 대한민국 통일원에서 발간한 자료에는 1948년부터 북한과 중국 간에 백두산 영유문제로 의견의 차이를 보였다고 적고 있다.

#### 북조선 정부수립과 조선전쟁 참전
1948년 2월 조선인민군 창설 이후에는 인민군 제2지휘소 사령관에 임명되었으며 조선민주주의인민공화국 정부수립 후 민족보위성 부상이 되었다. 1948년 4월의 제1차 남북협상에 참가하고, 8월 해주에서 개최된 제2차 남북협상에 참가하였다. 9월 2일 최고인민회의 제1기 대의원 선거에 당선되었다.
1950년 6월 25일 한국 전쟁이 발발하자 그는 민족보위성 부상 겸 조선인민군 포병사령관, 인민군 제2군단장 자격으로 한국전쟁에 참전했다. 한국전쟁 때에는 김광협 소장이 한국군을 제대로 무찌르지 못하자 이 때문에 보직해임이 된 이후 그 후임으로 제2군단장으로 출전하였고, 1950년 9월 조선인민군이 패퇴하였을 때는 평양지구방위사령관이 되었다. 그러나 평양 방어 명령을 어기고, 낙동강 전선에서 후퇴자에 대한 즉결처분을 행해 군 내부의 분위기를 악화시켜 지위에서 해임을 당하여 군직에 물러나 있다가, 곧 복직되어 전투에 참여했다. 휴전 무렵 평양 방어 전투에 대한 책임으로 해임된 후 병에 걸려 1952년 10월 병사했다.

#### 해임과 최후
1950년 11월에 낙동강에서 미군에게 패배하고 후퇴하여 그는 다시 2군단장에서 해임되고 7군단장으로 임명되어 자강도로 갔다. 그러나 자강도 만포를 순찰하던 중 무정과 친하던 팔로군 출신 전사 한명이 부상당한 것을 목격했다. 무정은 즉시 야전병원에 팔로군 출신 전사를 데려가 군의관을 겸하던 평북도인민위원회 위생부장 리청산에게 진료를 부탁했다. 그러나 리청산은 바쁘다며 거절, 무정은 위협용으로 총을 쐈다가 리청산이 현장에서 즉사했다. 평북 야전군병원에서의 오발사건이 문제가 되어 무정은 즉시 보직해임당하고, 당 제3차 전원회의가 열리기 전인 1950년 12월 4일 만포군 별오리에서 개최된 조선로동당 중앙위원회 특별 전원회의에서 패전 책임과 명령 불복종, 전투조직의 불성실, 퇴각시의 불법 살인 등의 죄목으로 인민군 군사재판에 회부된 뒤 숙청하였다.
1951년 지병인 위장병이 악화되어 펑더화이의 도움으로 중국 베이징으로 가 중국 인민군 병원에 입원했지만, 가망이 없다는 판정을 받고 김일성 주석에게 귀국 요청을 하여 허락받고 귀국하였다.
그해 10월 그는 조선인민군 39호군병원에서 사망하였다. 사망 원인은 위장병이었으며, 일설에는 숙청되었다는 설도 있다. 유해는 평양 애국열사릉에 묻혔다.

### 사후
김무정의 죽음은 곧 북조선 권력의 한 축이었던 연안파의 몰락을 의미했다. 김무정은 1952년에 병사하자, 그가 이끌던 연안파는 1956년의 8월 종파사건과 1958년의 최창익 숙청으로 궤멸되었다. 이후 김일성의 1인 독재체제가 확립되었다.
그러나 김일성은 회고록 《세기와 더불어》에서, 화북 지방의 독립 운동에서 무정이 큰 역할을 한 사실과 중국공산당에서의 활약을 기술하여 활동을 높이 평가하고 있다. 이에 따르면 무정은 조선 전쟁 이후 비판을 받고 군직에서 사임했으나, 병에 걸리자 특별히 중국에서 치료를 받았고 장례식도 성대하게 치러졌다. 조선인민군 육군 대장, 민족보위상에 추서되고 국기훈장 1급이 수여되었다. 윤공흠 사건과 8월 종파 사건으로 사후 격하되었다가, 1994년 다시 복권되어 평양 신미리 애국렬사릉에 안장되었다.

## 수상 경력
- 국기훈장 1급(1952.10.)

## 가족 관계
중국 체류 중 그는 본부인과 이혼하고 중국 여성 등기와 재혼하였다. 그러나 1945년 귀국 전 이혼하였고, 등기는 다시 중국인 남성과 재혼하였다. 귀국 후 조선인 여성 김영숙과 세번째로 재혼하였다.
- 아버지: 김기준(金基俊)
- 어머니: 종산(宗山)
  - 동생: 김인동(金仁東)
- 부인: 이름 미상
  - 아들: 김정신(金正新, 1945년 이전 사망)
- 부인: 등기(腾绮, ? ~ 1982년), 중국 체류중 결혼한 중국인
  - 딸: 등연려(1943년 ~ ), 베이징 거주
  - 아들: 등연진(1944년 ~ 1970년)
- 부인: 김영숙, 해방 후 재혼한 조선인 부인
- 처남: 등대원(滕代远), 둘째 부인 등기의 친정오빠

## 같이 보기
| - 조선독립동맹 - 조선의용대 - 김두봉 - 허가이 - 허정숙 - 최창익 - 김원봉 - 보안대대부 | - 류경수 - 강건 - 김책 - 최창익 |

## 무정을 연기한 배우
- 주현 - 1990년 (여명의 그날) KBS1 드라마

## 참고 자료
- 김창순, 〈무정장군의 최후와 연안파의 몰락〉, 한국현대사연구회, 《근현대사강좌 10:1998년 12월호》 (한국현대사연구회, 1998년)
- 임송자, 〈항일혁명가 무정장군〉, 한국현대사연구회, 《근현대사강좌 10:1998년 12월호》 (한국현대사연구회, 1998년)